# ア・フール・トゥ・ケア
『ア・フール・トゥ・ケア』（A Fool To Care）は、アメリカ合衆国の歌手ボズ・スキャッグスが2015年に発表したスタジオ・アルバム。429レコードよりリリース。2年ぶりの通算18作目のアルバムとなる。

## 背景
前作に続きスティーヴ・ジョーダンがプロデュースを担当。スタジオをメンフィスからナッシュビルに変わっているが、ヒューイ・"ピアノ"・スミス、アル・グリーンなど往年のニューオーリンズR&Bやシカゴ・ソウル、フィラデルフィア・ソウルなどの楽曲をカバーした前作の延長線的な内容となっている。

## 収録曲
1. リッチ・ウーマン - "Rich Woman" (Dorothy LaBostrie, McKinley Millet) – 2:59
2. アイム・ア・フール・トゥ・ケア - "I'm A Fool To Care" (Ted Daffan) – 2:06
3. ヘル・トゥ・ペイ - "Hell To Pay" (Boz Scaggs) – 6:16
4. スモール・タウン・トーク - "Small Town Talk" (Rick Danko, Robert Guidry) - 3:42
5. ラスト・タンゴ・オン・16th ストリート - "Last Tango On 16th Street" (Jack Walroth) – 6:26
6. ゼアズ・ア・ストーマ・カミン - "There's A Storm A' Comin'" (Richard Howley) - 4:14
7. アイム・ソー・プラウド - "I'm So Proud" (Curtis Mayfield) - 3:38
8. アイ・ワント・トゥ・シー・ユー - "I Want To See You" (Jack Walroth) – 5:42
9. ハイ・ブラッド・プレッシャー - "High Blood Pressure" (Huey "Piano" Smith) - 3:36
10. フル・オブ・ファイアー - "Full Of Fire" (Al Green, Mabon Lewis Hodges, Willie Mitchell) – 4:18
11. ラヴ・ドント・ラヴ・ノーバディ - "Love Don't Love Nobody" (Charles Simmons, Joseph Jefferson) – 5:10
12. ウィスパリング・パインズ - "Whispering Pines" (Jamie Robertson, Richard Manuel) - 4:23
13. ジプシー・ウーマン- "Gypsy Woman" (Curtis Mayfield) – 2:57
14. トーク・トゥ・ミー、トーク・トゥ・ミー - "Talk To Me, Talk To Me" (Joe Seneca) – 3:43
15. M.P.B. - "M.P.B." (Cecil Womack, Linda Womack) - 3:33

## 参加ミュージシャン
- ボズ・スキャッグス - リード・ボーカル、ギター
- レイ・パーカー・ジュニア - ギター
- レジー・ヤング - ギター
- アル・アンダーソン - ギター
- ウィリー・ウィークス - ベース
- スティーヴ・ジョーダン - ドラムス、パーカッション、バックグラウンド・ボーカル、指揮(ホーン)
- ジム・ホーク - アコーディオン、アルト・フルート、バリトン・サクソフォーン、バス・クラリネット、編曲
- ダグラス・ローワン - アルト・サクソフォーン、バリトン・サクソフォーン
- エリック・クリスタル – アルト・サクソフォーン
- コネシャ・”ミス・モネ“・オーウェンズ - バックグラウンド・ボーカル
- フレッド・ロス- バックグラウンド・ボーカル
- トニー・リンゼイ- バックグラウンド・ボーカル
- セス・アサーナウ- バンドネオン
- ジム・ホーン - バリトン・サクソフォーン
- アントニー・ラ・メルキーナ - チェロ
- サリ・ライスト - チェロ
- レスター・スネル - 指揮(ストリングス)